# Stinger
 Denne artikel bør gennemlæses af en person med fagkendskab for at sikre den faglige korrekthed.

FIM-92 Stinger er et amerikansk, skulderaffyret jord til luft-missil; typisk brugt mod helikoptere. Stinger kan også affyres fra stativer på technicals, skibe og helikoptere.
Kassen, der sidder over mundingen på raketstyret, er en IFF-antenne (Antenna Identification Friend or Foe), beregnet til at pege mod målet, som missilet skal ramme. Man koordinerer skuddet gennem et sigteskop, peger mod målet, og når søgeren låser fast på målet affyres missilet, og når en hastighed på ca. 2.400 km/t.
Missilet låser fast på målet med IR (Infrarød) der følger varmestrålen fra flyets motor. Stinger har en rækkevidde på ca. 4.800 m og et sprænghoved på ca. 3 kg (alt efter kilde). 
Stinger-missilet er udviklet i USA og blev taget i brug i 1981. Systemet anvendes i USA og 29 andre lande. Missilet fremstilles af Raytheon Missile Systems i USA og under licens af EADS i Tyskland og af ROKETSAN i Tyrkiet. Stingermissilet blev især kendt fra Den afghansk-sovjetiske krig, hvor de afghanske Mujahidun anvendte Stingere til at nedskyde sovjetiske kamphelikoptere som Mil Mi-24.
| Våben | Spire Denne artikel om våben er en spire som bør udbygges. Du er velkommen til at hjælpe Wikipedia ved at udvide den. |